# Jean IV de Brabant
Pour les articles homonymes, voir Jean de Bourgogne et Jean IV.

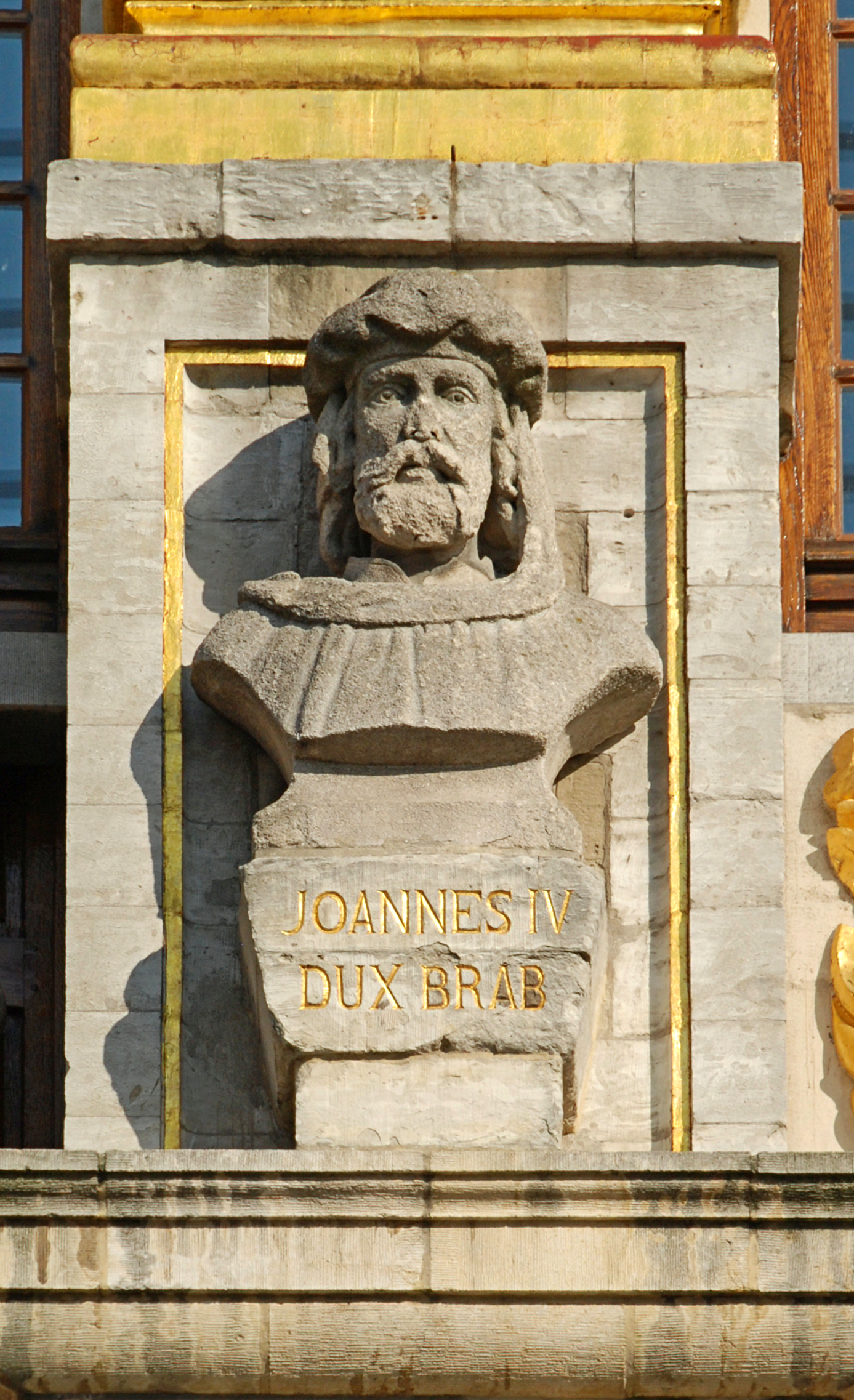
Buste du duc Jean IV de Brabant sur la Maison des Ducs de Brabant, Bruxelles.

Jean de Bourgogne, né à Arras le 11 juin 1403 et mort à Bruxelles le 17 avril 1427, est duc de Brabant (Jean IV) et de Limbourg (Jean IV) (1415-1427), puis comte de Hainaut (Jean II), de Hollande et de Zélande (Jean III) (1418-1427). Il fonde, en 1425, l'université de Louvain.

## Biographie
Il est le fils d'Antoine de Brabant, duc de Brabant et de Limbourg, et de Jeanne de Luxembourg, comtesse de Saint-Pol et de Ligny. Il devient membre d'une des premières chambres de rhétorique en langue (moyen-)néerlandaise, Den Boeck.

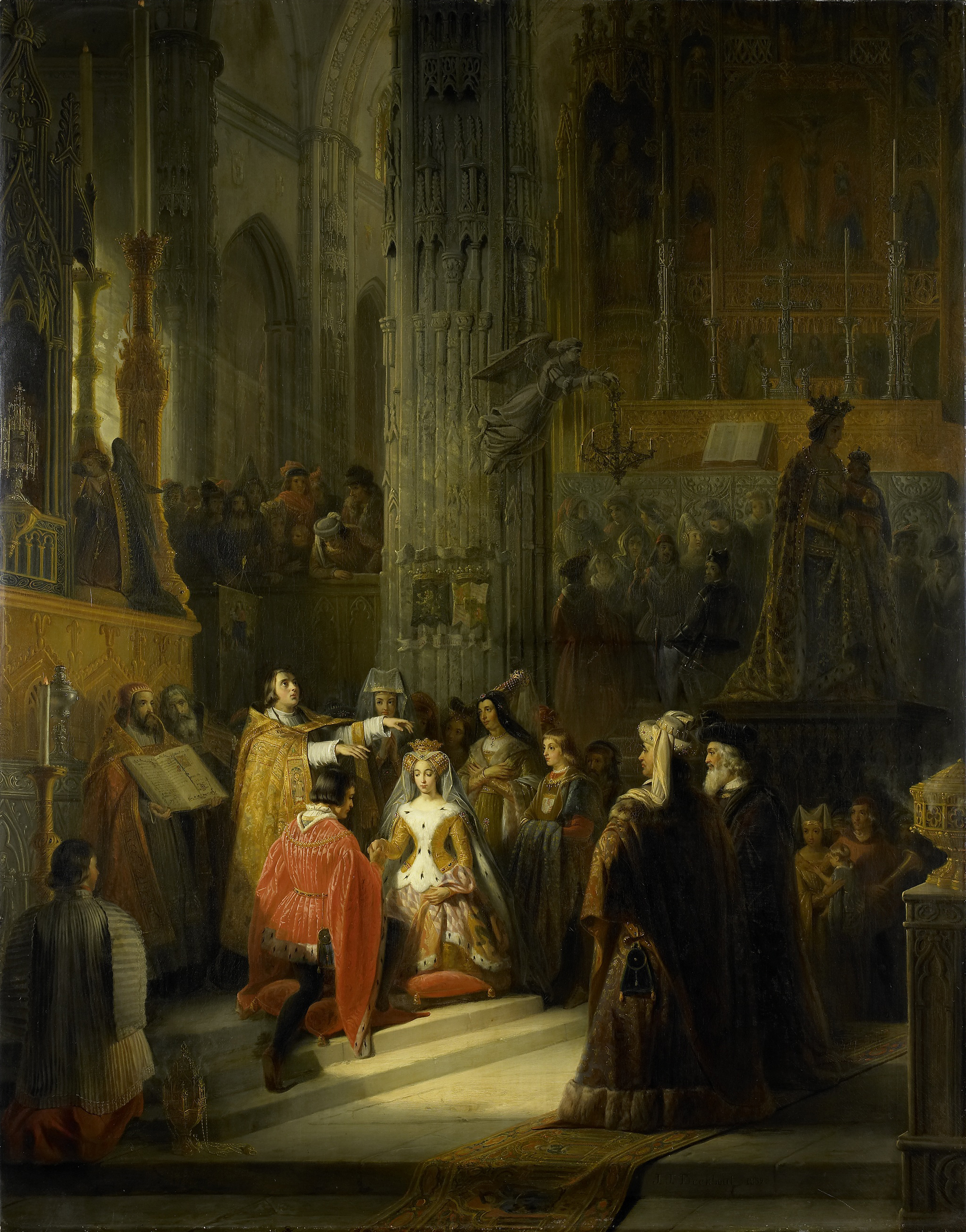
Le mariage de Jacqueline de Bavière, comtesse de Hainaut et de Jean IV, duc de Brabant, le 10 mars 1418, peinture de Jacobus Josephus Eeckhout, Rijksmuseum, 1839.

Encore enfant à la mort de son père, de caractère faible, de santé fragile, il se laissa gouverner par son entourage. Alors qu'il n'avait encore que quatorze ans, on lui fit épouser le 10 mars 1418 Jacqueline de Hainaut (1401 † 1436), comtesse de Hainaut, de Hollande et de Zélande. Celle-ci tenta de supplanter et d'éliminer les conseillers de son mari, mais, lasse de ces luttes incessantes, elle s'enfuit à Calais et se réfugia en Angleterre, où elle travailla à faire casser son mariage au motif de consanguinité (ils étaient cousins germains). Martin V prononça l'annulation en 1422, Jacqueline se remaria avec Humphrey de Gloucester, et la guerre commença entre ses deux maris. Aidé par Philippe le Bon, duc de Bourgogne, Jean fit la conquête du Hainaut, de la Hollande et de la Zélande, qui reviendront ensuite à la Bourgogne.

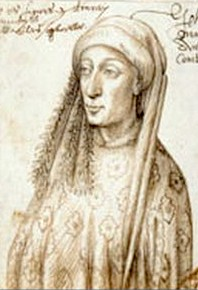
Jean IV par Antoine de Succa.

Il mourut peu après, sans enfant, et son frère Philippe de Saint-Pol lui succéda. Jean IV fut inhumé auprès de son père dans l'église Saint-Jean-l'Évangéliste de Tervueren près de Bruxelles.

## Héraldique
Jean porta d'abord Écartelé : en 1 et 4 de Valois-Bourgogne, en 2 de Brabant, en 3 de Limbourg.
Une fois devenu comte consort de Hainaut et de Hollande, il porta : Écartelé de Bavière et de Hainaut, qui est contre-écartelé de Flandre et de Hollande.